# 聖維德堂 (獲素)

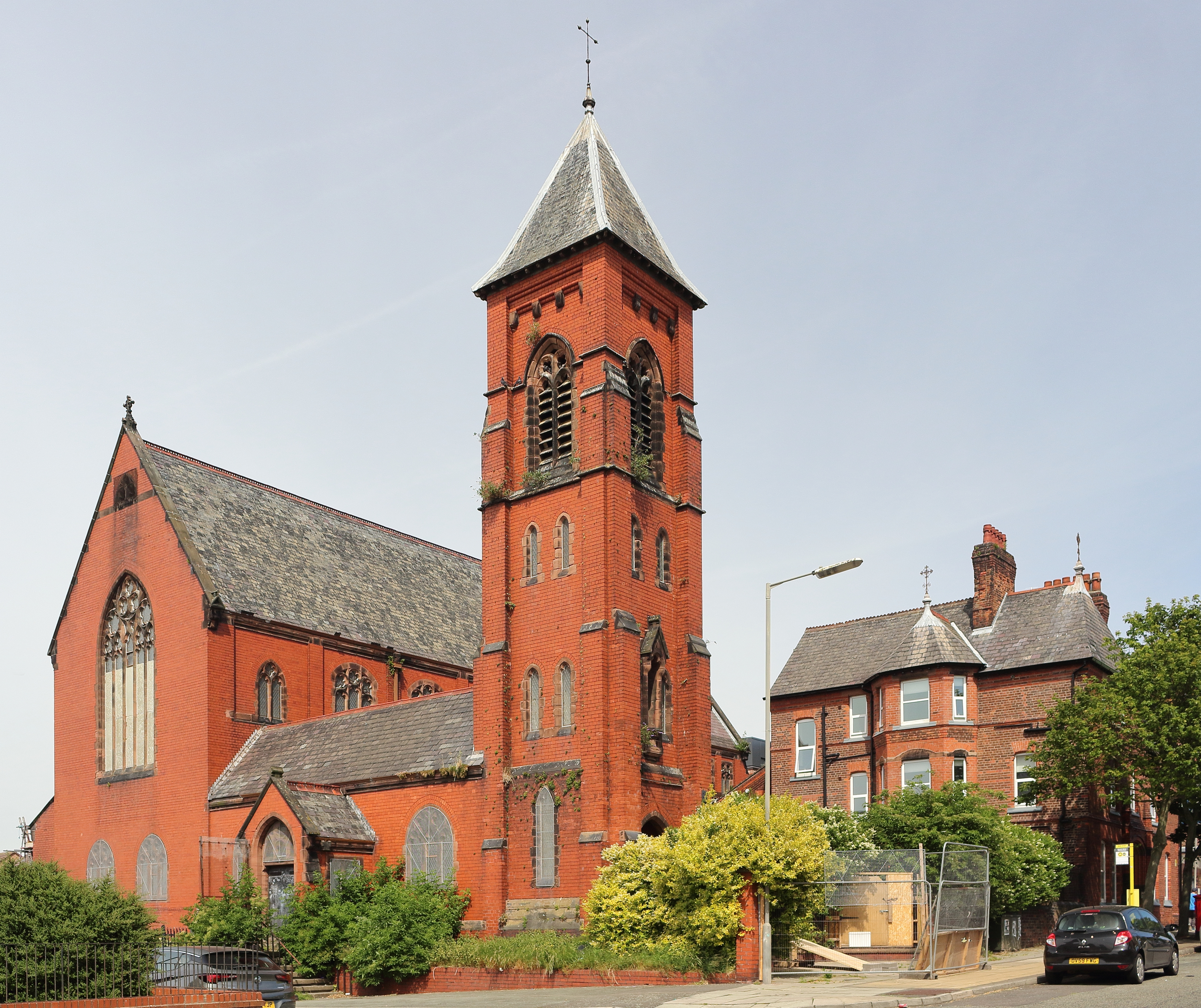
從西南望聖維德堂

聖維德堂（英語：St Sylvester's Church）是英格蘭利物浦獲素的一座天主教堂，現已停用。
教堂建築建於1888至1889年，為哥德復興式。

## 外部連結
- . Catholic Directory UK & Ireland.   [2024-01-22]. （原始内容存档于2020-08-15）.
- . Scottie Press Online the Voice of Vauxhall. 2013  [2024-01-22]. （原始内容存档于2021-11-29）.
- Neill, Jonathan Patrick. . Ancestry.com. 2003  [2024-01-22]. （原始内容存档于2016-09-17）.

53°25′16″N 2°59′16″W / 53.421247°N 2.987677°W